# Vae Victis (folyóirat)
A Vae Victis egy háborús játékokra szakosodott francia folyóirat. 1995-ben alapították. Kéthavonta jelenik meg, mintegy 70 színes oldalon. Minden szám a történelem egy-egy nevezetes csatájára, háborújára épülő játék, térképekkel, kivágásokkal, figurákkal, hadtörténeti témájú cikkekkel. Információkat nyújt az új háborús játékokról és versenyekről is.
A folyóirathoz kiterjedt gyerekklub-hálózat és vetélkedők kapcsolódnak Franciaországban és Belgiumban.

## Külső hivatkozás
- honlapja